# Liste der Kulturdenkmale in Königshain

Wappen von Königshain

In der Liste der Kulturdenkmale in Königshain sind die Kulturdenkmale der sächsischen Gemeinde Königshain verzeichnet, die bis November 2018 vom Landesamt für Denkmalpflege Sachsen erfasst wurden (ohne archäologische Kulturdenkmale). Die Anmerkungen sind zu beachten.
Diese Aufzählung ist eine Teilmenge der Liste der Kulturdenkmale im Landkreis Görlitz.

## Liste der Kulturdenkmale in Königshain
| Bild                                    | Bezeichnung | Lage                                                            | Datierung | Beschreibung | ID       |
| --------------------------------------- | --- | --------------------------------------------------------------- | --- | --- | -------- |
| Weitere Bilder                          | Schachmannsäule | (auf dem Firstenstein, südlich des Firstensteinbruchs) (Karte)  | 1789 | Säule zum Gedenken an den Königshainer Gutsbesitzer Carl Adolf Gottlob von Schachmann (1725–1789); ortsgeschichtlich von Bedeutung | 09269778 |
| Weitere Bilder                          | Gedenkstein für Gemeindevorsteher Daniel Flex | (Steinberg, südwestlich der Königshainer Schlossanlage) (Karte) | Nach 1813 | 1813 von französischen Soldaten ermordet, ortsgeschichtlich von Bedeutung | 09269734 |
|                                         | Belvedere und Ruine eines Pavillons (Einzeldenkmal zu ID-Nr. 9269732) | (Steinberg, südwestlich der Königshainer Schlossanlage) (Karte) | 1774 (Belvedere) | Einzeldenkmale der Sachgesamtheit Königshainer Schlösser; auf dem Steinberg errichtetes Belvedere von Schachmann, nahe bei befindet sich die Ruine eines Pavillons, von hier führte eine Allee zum Schloss, baugeschichtlich und ortsgeschichtlich von Bedeutung | 09269733 |
| Weitere Bilder                          | Königshainer Steinbrüche (Sachgesamtheit), heute Granitabbaumuseum Königshainer Berge | (Firstenstein und Todtenstein) (Karte)                          | Baulichkeiten 19. Jahrhundert bis in die 1960er Jahre | Sachgesamtheit Königshainer Steinbrüche mit folgenden Einzeldenkmalen: Hamannbruch, Bruch 1 und 2, Thadenbruch, Firstensteinbruch und Müllerbruch, dazu die in das Granitabbaumuseum integrierte ehemalige Schlosserei und die Schmiede, weiterhin Aufenthaltsraum und Steinbruchschmiede (Ruine) am Thadenbruch, zwei Pulverbunker, Lokschuppen, Bremsbahn, Bremshaus, Kabelkranfundamente, Windenhaus, Brückenpfeiler, Widerlager, Bremsberge mit ihren Terrassen, Reste der Gleise und der technischen Anlagen, Absperrventil des Pressluftrohrsystems, bewegliche technische Einrichtung, Reste alter Gemäuer (siehe Einzeldenkmale – Obj. 09301006); Anlage von überregionalem geschichtlichem Wert, technikgeschichtliche Bedeutung | 09269777 |
|                                         | Hamannbruch, Bruch 1 und 2, Thadenbruch, Firstensteinbruch und Müllerbruch, dazu die in das Granitabbaumuseum integrierte ehemalige Schlosserei und die Schmiede, weiterhin Aufenthaltsraum und Steinbruchschmiede (Ruine) am Thadenbruch, zwei Pulverbunker, Lokschuppen, Bremsbahn, Bremshaus, Kabelkranfundamente, Windenhaus, Brückenpfeiler, Widerlager, Bremsberge mit ihren Terrassen, Reste der Gleise und der technischen Anlagen, Absperrventil des Pressluftrohrsystems, bewegliche technische Einrichtung, Reste alter Gemäuer (Einzeldenkmal zu ID-Nr. 09269777) | (Firstenstein und Todtenstein) (Karte)                          | 19. Jahrhundert bis in die 1960er Jahre | Einzeldenkmale der Sachgesamtheit Königshainer Steinbrüche; Anlage von überregionalem geschichtlichem Wert, technikgeschichtliche Bedeutung | 09301006 |
| Direkt Bild zu diesem Denkmal hochladen | Wohnstallhaus, angebautes massives Wohnstallhaus, Scheune und Ausgedinge mit Stallteil eines ehemaligen Vierseithofes | Dorfstraße 1 (Karte)                                            | 18. Jahrhundert (Fachwerk-Wohnstallhaus); um 1850 (massives Wohnstallhaus); 19. Jahrhundert (Auszugshaus); wohl nach 1900 (Scheune)                                                                             | Wohnstallhaus Obergeschoss Fachwerk, baugeschichtlich und wirtschaftsgeschichtlich von Bedeutung | 09269738 |
| Direkt Bild zu diesem Denkmal hochladen | Wohnstallhaus und drei Seitengebäude eines Vierseithofes | Dorfstraße 3, 3a (Karte)                                        | 2. Hälfte 19. Jahrhundert | Strukturprägend, baugeschichtlich und wirtschaftsgeschichtlich von Bedeutung | 09269786 |
| Direkt Bild zu diesem Denkmal hochladen | Scheune eines Bauernhofs | Dorfstraße 7 (Karte)                                            | Bezeichnet mit 1921 | Originaler Erhaltungszustand, wirtschaftsgeschichtlich von Bedeutung | 09269739 |
|                                         | Häusleranwesen | Dorfstraße 12 (Karte)                                           | Ende 18. Jahrhundert | Baugeschichtlich von Bedeutung | 09269741 |
| Direkt Bild zu diesem Denkmal hochladen | Hakenhof mit Wohnstallhaus (Umgebinde), im Winkel angebauter Scheune und Hofeiche | Dorfstraße 17 (Karte)                                           | 18. Jahrhundert | Baugeschichtlich von Bedeutung | 09269740 |
| Weitere Bilder                          | Mühle (nur der eingeschossige Mühlen-Anbau an das Wohnhaus) mit Mühlgraben | Dorfstraße 18 (Karte)                                           | 19. Jahrhundert | Ortsgeschichtlich und technikgeschichtlich von Bedeutung | 09269701 |
|                                         | Pfarrhaus | Dorfstraße 21 (Karte)                                           | Ende 18. Jahrhundert | Baugeschichtlich und ortsgeschichtlich von Bedeutung | 09269744 |
| Weitere Bilder                          | Kirche mit Kirchhof und Einfriedungsmauer, diese mit Durchgang zum Pfarrhof, barockes Grufthaus mit angebauter Leichenhalle, 13 Grabsteine, Denkmal für die Gefallenen des Ersten Weltkrieges und Soldatengräber der Gefallenen des Zweiten Weltkrieges, südlich der Kirche Steindeckerbrücke mit altem schmiedeeisernen Geländer und Granitsäulen | Dorfstraße 21 (neben) (Karte)                                   | Ab 13. Jahrhundert (Kirche); Spätmittelalter (Einfriedung); Ende 16. bis 18. Jahrhundert (Grabmal); bezeichnet mit 1724 (Grufthaus); Mitte 19. Jahrhundert (Leichenhalle)                                       | Baugeschichtlich und ortsgeschichtlich von Bedeutung | 09269745 |
|                                         | Steindeckerbrücke | Dorfstraße 26 (bei) (Karte)                                     | 1900 | Doppelt mit Granitwandung und Eisbrecher, ortsgeschichtlich von Bedeutung | 09269803 |
|                                         | Naturstein-Bogenbrücke | Dorfstraße 27 (bei) (Karte)                                     | 1650 | Zweiteilige Balkenbrücke über das Königshainer Wasser, seit dem 17. Jahrhundert belegt, im 19. Jahrhundert umgebaut, moderne Deckung, ortsgeschichtlich von Bedeutung | 09269802 |
| Weitere Bilder                          | Königshainer Schlösser (Sachgesamtheit) | Dorfstraße 27, 28, 28a, 29, 30, 30b, 31, 31a, 32 (Karte)        | 2. Hälfte 18. Jahrhundert (Stallscheune Nr. 28, Teile von Werkstatt und Stall Nr. 28a, Scheune oder Remise Nr. 31a und Wirtschaftsgebäude südlich von Nr. 28); um 1800 (zwei weitere kleine Wirtschaftsgebäude) | Sachgesamtheit Königshainer Schlösser, bestehend aus den Einzeldenkmalen „Steinstock“ (mittelalterliches Gebäude) und Wasserschloss (Renaissance) mit vorgelegter Brücke über den ehemaligen Graben (Dorfstraße 31), Neues Schloss (Dorfstraße 29 – Barockanlage) mit den Flügelbauten „Schwarzküche“ (Dorfstraße 30b) und Kavaliershaus (Dorfstraße 30) sowie 8 Wirtschaftsgebäuden (ehemalige Brauerei Dorfstraße 27, Stallscheune Dorfstraße 28, Werkstatt/Stallgebäude Dorfstraße 28a, Scheune oder Remise Dorfstraße 31a, Wirtschaftsgebäude südlich von Nr. 31a, großes Stallgebäude mit Wohnteil Dorfstraße 32, sowie zwei weiteren kleinen Wirtschaftsgebäuden), weiterhin allen Resten der Hofmauer, Einfriedung des Parks, unterem Parkeingang und Gedenksteinen für den Rittergutsbesitzer Schachmann und für die Familie Zezschwitz/Hugwitz sowie 2 Soldatenfriedhöfen (siehe Einzeldenkmale unter gleicher Anschrift – Obj. 09301007), außerdem Belvedere und Ruine eines Pavillons auf dem Steinberg (siehe Einzeldenkmaldokument – Obj. 09269733) sowie Gutspark (Gartendenkmal); Anlage von regionaler Bedeutung, vielfache geschichtliche Relevanz | 09269732 |
| Weitere Bilder                          | „Steinstock“ (mittelalterliches Gebäude) und Wasserschloss (Renaissance) mit vorgelegter Brücke über den ehemaligen Graben (Dorfstraße 31), Neues Schloss (Dorfstraße 29, Barockanlage) mit den Flügelbauten „Schwarzküche“ (Dorfstraße 30b) und Kavaliershaus (Dorfstraße 30) sowie acht Wirtschaftsgebäuden (ehemalige Brauerei Dorfstraße 27, Stallscheune Dorfstraße 28, Werkstatt/Stallgebäude Dorfstraße 28a, Scheune oder Remise Dorfstraße 31a, Wirtschaftsgebäude südlich von Nr. 31a, großes Stallgebäude mit Wohnteil Dorfstraße 32 sowie zwei weiteren kleinen Wirtschaftsgebäuden), weiterhin allen Resten der Hofmauer, Einfriedung des Parks, unterem Parkeingang und Gedenksteinen für den Rittergutsbesitzer Schachmann und für die Familie Zezschwitz/Hugwitz sowie zwei Soldatenfriedhöfen (Einzeldenkmale zu ID-Nr. 09269732) | Dorfstraße 27, 28, 28a, 29, 30, 30b, 31, 31a, 32 (Karte)        | 2. Hälfte 18. Jahrhundert (Stallscheune Nr. 28, Teile von Werkstatt und Stall Nr. 28a, Scheune oder Remise Nr. 31a und Wirtschaftsgebäude südlich von Nr. 28); um 1800 (zwei weitere kleine Wirtschaftsgebäude) | Einzeldenkmale der Sachgesamtheit Königshainer Schlösser; Anlage von regionaler Bedeutung, vielfache geschichtliche Relevanz. - Der „Steinstock“ ist ein ehemals von einem Wassergraben umgebener zweigeschossiger Wohnturm von ca. 1530 auf einem Grundriss von 8 × 14 m, mit verbretterten Giebeln, reich verziertem Steinportal und Fenstern in den Formen der Görlitzer Frührenaissance, im ersten Geschoss ein überwölbter Saal mit Sitznischen. - Neben dem Wohnturm das Alte Schloss, ein eingeschossiger verputzter Bau, nach Brand bis 1680 wieder aufgebaut, der Längsseite vorgestellt sind zwei Türme mit Eckquaderung, eine Rampe führt zum Sandsteinportal. Das Neue Schloss ist ein eleganter Barockbau von 1764–66, der zweigeschossige Haupttrakt mit Walmdach ist durch eingeschossige, viertelkreisförmige Flügel mit dem Küchen- und Kavalierspavillon verbunden, auf der Gartenseite Mittelrisalit mit zentralem Eingang. - Vor dem Ehrenhof Reste der Pferdeschwemme. Das große Areal mit mehreren Wirtschaftsgebäuden bebaut, so der ehemaligen Brauerei (Dorfstraße 27, entstanden wohl schon im 18. Jahrhundert) mit starken Feldsteinwänden und gedrungenem Krüppelwalmdach mit aufwändigem Dachstuhl. Im Innern noch eine Getreideschütte, charakteristische Lage am Bach, einige entstellende DDR-Ausbauten. - Großes Wirtschaftsgebäude (bei Dorfstraße 28, Kern 18. Jahrhundert, einige Um- und Ausbauten 19. Jahrhundert) mit profiliertem Traufgesims, u. a. als Schmiede und Stellmacherei genutzt, Feldsteinwände bis 1,20 m Stärke, ebenfalls gedrungenes Krüppelwalmdach, doppelt stehender Dachstuhl, zwischen dem eine gewaltige Schmiedeesse aufragt, von Granitpfleilern (einer bezeichnet mit 1820) gestütztes Kreuzgratgewölbe und im zweischiffigen Stall böhmisches Kappengewölbe, Rückseite zur DDR-Zeit verändert. - Weiteres Feldstein-Wirtschaftsgebäude (Dorfstraße 28, Kern 18. Jahrhundert), von imposanter Kubatur und hohem Originalitätsgrad. - Stallgebäude von 1892 (Dorfstraße 32) mit Ziegelwänden, Drempel, segmentbogigen Öffnungen und Eisenkonstruktion (zwei Reihen Gusseisensäulen mit Kapitellen), Dachstuhl nach dem Krieg erneuert. | 09301007 |
|                                         | Wohnhaus | Dorfstraße 33 (Karte)                                           | Mitte 18. Jahrhundert | Obergeschoss Fachwerk, baugeschichtlich von Bedeutung | 09269750 |
|                                         | Steindeckerbrücke | Dorfstraße 34 (bei) (Karte)                                     | Um 1900 | Ortsgeschichtlich von Bedeutung | 09269811 |
|                                         | Wohnhaus (Umgebinde) | Dorfstraße 49 (Karte)                                           | Mitte 18. Jahrhundert | Einfacher Ständerbau, baugeschichtlich und sozialgeschichtlich von Bedeutung | 09269753 |
|                                         | Schmiede mit Seitengebäude (Nr. 49a) und Wohnstallhaus (Nr. 50), dazu die Hofpflasterung | Dorfstraße 49a, 50 (Karte)                                      | Bezeichnet mit 1751 (Schmiede); 1. Hälfte 19. Jahrhundert (Seitengebäude); um 1870 (Wohnstallhaus) | Baugeschichtlich, ortsgeschichtlich und technikgeschichtlich von Bedeutung | 09269752 |
|                                         | Steindeckerbrücke | Dorfstraße 56 (bei), hinter dem Steigerturm (Karte)             | Um 1900 | Ortsgeschichtlich von Bedeutung | 09269808 |
|                                         | Feuerwehr-Schlauchturm (Steigerturm) | Dorfstraße 56 (gegenüber) (Karte)                               | Um 1920 | Backstein, ortsgeschichtlich von Bedeutung | 09269792 |
|                                         | Naturstein-Bogenbrücke | Dorfstraße 64 (bei) (Karte)                                     | 1890 laut Auskunft | Bogenbrücke über das Königshainer Wasser mit stärkerer Abdeckung und erhöhter Granit-Abdeckung, ortsgeschichtlich von Bedeutung | 09269800 |
| Direkt Bild zu diesem Denkmal hochladen | Steindeckerbrücke | Dorfstraße 70 (bei) (Karte)                                     | Um 1900 | Ortsgeschichtlich von Bedeutung | 09269805 |
|                                         | Häusleranwesen | Dorfstraße 71 (Karte)                                           | Ende 18. Jahrhundert | Baugeschichtlich und sozialgeschichtlich von Bedeutung | 09269757 |
| Direkt Bild zu diesem Denkmal hochladen | Steindeckerbrücke | Dorfstraße 71 (bei) (Karte)                                     | 1900 | Bestehend aus zwei Deckern, ortsgeschichtlich von Bedeutung | 09301000 |
| Direkt Bild zu diesem Denkmal hochladen | Nördliches Seitengebäude, westliches Auszugshaus mit Wirtschaftsteil und südliche Scheune eines Vierseithofes (Flexsches Gut) | Dorfstraße 73, 73a (Karte)                                      | Um 1800 (Seitengebäude); 2. Hälfte 19. Jahrhundert (Auszugshaus und Scheune) | Seitengebäude Obergeschoss Fachwerk, baugeschichtlich und wirtschaftsgeschichtlich von Bedeutung | 09269765 |
|                                         | Waage mit Waagehaus | Dorfstraße 82 (vor) (Karte)                                     | 1950er Jahre | Ortsgeschichtlich von Bedeutung | 09269743 |
| Direkt Bild zu diesem Denkmal hochladen | Seitengebäude eines Vierseithofes | Dorfstraße 85 (Karte)                                           | Ende 18. Jahrhundert | Baugeschichtlich von Bedeutung | 09269767 |
|                                         | Steindeckerbrücke | Dorfstraße 86 (bei) (Karte)                                     | Um 1900 | Bestehend aus sieben Steindeckern, ortsgeschichtlich von Bedeutung | 09301003 |
| Direkt Bild zu diesem Denkmal hochladen | Häusleranwesen | Dorfstraße 99 (Karte)                                           | Mitte 19. Jahrhundert | Baugeschichtlich und sozialgeschichtlich von Bedeutung | 09269764 |
| Direkt Bild zu diesem Denkmal hochladen | Wohnstallhaus und zwei Seitengebäude eines Vierseithofes | Dorfstraße 100, 100a (Karte)                                    | Bezeichnet mit 1886 (Scheune); vor 1886 (Seitengebäude) | Baugeschichtlich und wirtschaftsgeschichtlich von Bedeutung | 09269790 |
| Direkt Bild zu diesem Denkmal hochladen | Wohnstallhaus, Scheune und Seitengebäude eines Vierseithofes | Dorfstraße 115 (Karte)                                          | Um 1850 (Scheune); bezeichnet mit 1888 (Seitengebäude Feldseite) | Baugeschichtlich von Bedeutung, struktur- und ortsbildprägend | 09269788 |
| Direkt Bild zu diesem Denkmal hochladen | Steindeckerbrücke | Dorfstraße 117 (gegenüber) (Karte)                              | Um 1900 | Bestehend aus fünf Steindeckern, ortsgeschichtlich von Bedeutung | 09300995 |
| Direkt Bild zu diesem Denkmal hochladen | Seitengebäude mit Ställen (Auszugshaus?), im Winkel angebaute Scheune und Hofpflasterung | Dorfstraße 124, 124a, 124b (Karte)                              | Vor 1850 | Baugeschichtlich und wirtschaftsgeschichtlich von Bedeutung | 09269783 |
| Direkt Bild zu diesem Denkmal hochladen | Wohnstallhaus und Durchfahrtsscheune eines Vierseithofes | Dorfstraße 125, 125a (Karte)                                    | 18. Jahrhundert (Kern Wohnstallhaus); Mitte 19. Jahrhundert (Scheune); um 1850 (Bauernhof) | Reste von Fachwerk am Wohnstallhaus,baugeschichtlich und wirtschaftsgeschichtlich von Bedeutung | 09269782 |
| Direkt Bild zu diesem Denkmal hochladen | Wohnstallhaus, weiteres Wohnhaus und zwei Seitengebäude eines Vierseithofes | Dorfstraße 133, 133a (Karte)                                    | Ab 1. Hälfte 19. Jahrhundert | Noch viel alte Bausubstanz, baugeschichtlich und sozialgeschichtlich von Bedeutung | 09269781 |
| Direkt Bild zu diesem Denkmal hochladen | Nebengebäude | Dorfstraße 134a (Karte)                                         | Um 1900 | Baugeschichtlich von Bedeutung | 09269796 |
| Direkt Bild zu diesem Denkmal hochladen | Wohnhaus | Dorfstraße 135 (Karte)                                          | 1930er Jahre | Im Heimatstil erbaut, Umgebindezitat, baugeschichtlich von Bedeutung | 09269773 |
| Weitere Bilder                          | Hochsteinbaude mit allen Bauteilen, steinerner Treppe als Zugang zum Hochstein, darauf Aussichtsturm, am Felsen Inschrifttafel | Dorfstraße 146 (Karte)                                          | Bezeichnet mit 1844 (Gedenktafel); um 1900 (Baude); ca. 1963 (Aussichtsturm) | Ortsgeschichtlich von Bedeutung | 09269774 |
| Direkt Bild zu diesem Denkmal hochladen | Steindeckerbrücke | Dorfstraße 149 (bei) (Karte)                                    | Um 1900 | Bestehend aus zwei Steindeckern, ortsgeschichtlich von Bedeutung | 09300994 |
| Direkt Bild zu diesem Denkmal hochladen | Häusleranwesen | Dorfstraße 158 (Karte)                                          | 1. Hälfte 18. Jahrhundert | Ehemals Ständerbau mit Umgebinde, Obergeschoss Fachwerk, Kreuzstreben noch erhalten, baugeschichtlich und sozialgeschichtlich von Bedeutung | 09269771 |
| Direkt Bild zu diesem Denkmal hochladen | Steindeckerbrücke | Dorfstraße 158 (bei) (Karte)                                    | Um 1900 | Bestehend aus fünf Deckern, ortsgeschichtlich von Bedeutung | 09269812 |
| Weitere Bilder                          | Bahnhof Königshain-Hochstein: Empfangsgebäude mit allen Anbauten (offene Wartehalle, Toilettengebäude), Signaleinrichtungen, Bahnsteige mit Granitkante und hölzerner Bahnsteigquerung, Gleisbett, Schwellen und Schienen zwischen Streckenkilometer 11,15 bis 13,2, zwei handbetriebene Weichen (W2 und W7), eine Waggonwaage, alle Verlademauern und Schüttrampen mit Treppenaufgang, Windenhaus und Seilführungseinrichtungen sowie eine Steinbogenbrücke (Streckenkilometer 11,15) | Dorfstraße 162 (Karte)                                          | 1903 bis 1905 | Als größter und wohl am vollständigsten erhaltener Bahnhof der ehemaligen Bahnstrecke Görlitz–Weißenberg (Görlitzer Kreisbahn) von eisenbahngeschichtlicher und regionalhistorischer Bedeutung | 09269779 |
| Direkt Bild zu diesem Denkmal hochladen | Zwei Nebengebäude, stehen im Zusammenhang mit Steinbruch und Bahnhof | Dorfstraße 163a, 163a (bei) (Karte)                             | Anfang 20. Jahrhundert | Ortsgeschichtlich von Bedeutung | 09269780 |
| Direkt Bild zu diesem Denkmal hochladen | Steindeckerbrücke | Dorfstraße 171 (bei) (Karte)                                    | 19. Jahrhundert | Ortsgeschichtlich von Bedeutung | 09269807 |
| Direkt Bild zu diesem Denkmal hochladen | Wohnstallhaus und Scheune eines Vierseithofes | Dorfstraße 172, 173 (Karte)                                     | Bezeichnet mit 1900 | Baugeschichtlich und wirtschaftsgeschichtlich von Bedeutung | 09269770 |
| Direkt Bild zu diesem Denkmal hochladen | Steindeckerbrücke | Dorfstraße 176b (bei) (Karte)                                   | Um 1900 | Bestehend aus drei Deckern, ortsgeschichtlich von Bedeutung | 09300997 |
| Direkt Bild zu diesem Denkmal hochladen | Wohnhaus eines Dreiseithofes | Dorfstraße 180, 180b (Karte)                                    | Ursprung 18. Jahrhundert | Ehemals Umgebinde, baugeschichtlich von Bedeutung | 09269769 |
| Direkt Bild zu diesem Denkmal hochladen | Steindeckerbrücke | Dorfstraße 182 (bei) (Karte)                                    | Um 1900 | Bestehend aus sieben Deckern, ortsgeschichtlich von Bedeutung | 09269810 |
| Direkt Bild zu diesem Denkmal hochladen | Häusleranwesen | Dorfstraße 183 (Karte)                                          | 1. Hälfte 19. Jahrhundert | Sozialgeschichtlich von Bedeutung | 09269768 |
| Direkt Bild zu diesem Denkmal hochladen | Wohnstallhaus und Scheune eines Bauernhofs, dazu die Hofpflasterung und -entwässerung | Dorfstraße 184 (Karte)                                          | 1. Hälfte 19. Jahrhundert | Baugeschichtlich und wirtschaftsgeschichtlich von Bedeutung; Scheune abgerissen | 09269789 |
| Direkt Bild zu diesem Denkmal hochladen | Steindeckerbrücke | Dorfstraße 187 (bei) (Karte)                                    | 1830 | Bestehend aus vier Deckern, ortsgeschichtlich von Bedeutung | 09269809 |
| Direkt Bild zu diesem Denkmal hochladen | Steindeckerbrücke | Dorfstraße 188 (bei) (Karte)                                    | Um 1900 | Bestehend aus fünf Deckern, mit Handlaufsäulen, ortsgeschichtlich von Bedeutung | 09300998 |
| Direkt Bild zu diesem Denkmal hochladen | Steindeckerbrücke | Dorfstraße 190 (bei) (Karte)                                    | Bezeichnet mit 1886 | Ortsgeschichtlich von Bedeutung | 09300999 |
| Direkt Bild zu diesem Denkmal hochladen | Häusleranwesen, bestehend aus zwei Baukörpern im Winkel | Dorfstraße 202 (Karte)                                          | Kern 18. Jahrhundert | Eingeschossiger Teil mit 2/2 Jochen Umgebinde und Blockstube, beim zweigeschossigen Teil Obergeschoss Fachwerk, baugeschichtlich und sozialgeschichtlich von Bedeutung | 09269761 |
| Direkt Bild zu diesem Denkmal hochladen | Häuslerhaus | Dorfstraße 207 (Karte)                                          | Um 1700 | Ehemaliger Langständerbau, Alters- und Seltenheitswert, baugeschichtlich von Bedeutung | 09300156 |
| Direkt Bild zu diesem Denkmal hochladen | Wohnstallhaus, Seitengebäude und Scheune eines Vierseithofes | Dorfstraße 228, 228b (Karte)                                    | Nach 1850 | Baugeschichtlich und wirtschaftsgeschichtlich von Bedeutung | 09269791 |
| Direkt Bild zu diesem Denkmal hochladen | Spritzenhaus | Dorfstraße 234a (Karte)                                         | Um 1850 | Ortsgeschichtlich von Bedeutung | 09269794 |
| Direkt Bild zu diesem Denkmal hochladen | Wohnstallhaus, Scheune, Auszugshaus und Seitengebäude mit Remise eines Vierseithofes | Dorfstraße 237, 237a (Karte)                                    | Nach 1850 | Baugeschichtlich und wirtschaftsgeschichtlich von Bedeutung | 09269793 |
|                                         | Häusleranwesen | Dorfstraße 254 (Karte)                                          | 1. Hälfte 19. Jahrhundert | Mit Stall- und Scheunenteil, sozialgeschichtlich von Bedeutung | 09269755 |
|                                         | Steindeckerbrücke | Dorfstraße 259 (bei) (Karte)                                    | 1900 | Bestehend aus vier Deckern, ortsgeschichtlich von Bedeutung | 09269801 |
| Direkt Bild zu diesem Denkmal hochladen | Wohnhaus (Umgebinde) und Scheunenanbau | Dorfstraße 268 (Karte)                                          | Ende 18. Jahrhundert | Wohnhaus Obergeschoss Fachwerk, baugeschichtlich von Bedeutung | 09269749 |
|                                         | Seitengebäude des sogenannten Kleinen Hofes | Dorfstraße 270 (Karte)                                          | Um 1800 | Baugeschichtlich von Bedeutung | 09269731 |
|                                         | Herrschaftliches Wohnhaus, mit Bruchsteinmauer und Granitplattenweg (Kleiner Hof) | Dorfstraße 284 (Karte)                                          | Ende 18. Jahrhundert | Möglicherweise wie der gesamte „Kleine Hof“ der Königshainer Herrschaft gehörend (siehe auch Nr. 270), baugeschichtlich und ortsgeschichtlich von Bedeutung | 09269748 |
|                                         | Wohnstallhaus und zwei Seitengebäude eines Dreiseithofes | Dorfstraße 291, 291a (Karte)                                    | 2. Hälfte 19. Jahrhundert | Baugeschichtlich und wirtschaftsgeschichtlich von Bedeutung | 09301011 |
| Direkt Bild zu diesem Denkmal hochladen | Wohnhaus und Stützmauer | Dorfstraße 292 (Karte)                                          | 1. Hälfte 19. Jahrhundert | Wohnhaus Obergeschoss Fachwerk, baugeschichtlich von Bedeutung | 09269747 |
| Weitere Bilder                          | Turmwindmühle, Wohnmühlenhaus, Scheune und Seitengebäude (mit Gang zur Windmühle) eines Mühlenanwesens | Dorfstraße 298 (Karte)                                          | Bezeichnet mit 1806 (Mühle); um 1850 (Müllerwohnhaus) | Baugeschichtlich und ortsgeschichtlich von Bedeutung | 09269763 |
|                                         | Wohnhaus mit Scheune sowie Stützmauer und Granittreppe | Dorfstraße 299 (Karte)                                          | Mitte 19. Jahrhundert | Baugeschichtlich von Bedeutung | 09269746 |
|                                         | Wohnstallhaus, zwei Scheunen und Auszüglerhaus eines Vierseithofes | Dorfstraße 303, 303a (Karte)                                    | Um 1800 | Ortsbild- und strukturprägend, baugeschichtlich und wirtschaftsgeschichtlich von Bedeutung | 09269742 |
|                                         | Wohnstallhaus und Seitengebäude eines Bauernhofes | Dorfstraße 310 (Karte)                                          | Ab 1850 | Baugeschichtlich und wirtschaftsgeschichtlich von Bedeutung | 09269784 |
| Direkt Bild zu diesem Denkmal hochladen | Wohnstallhaus und zwei Seitengebäude eines Dreiseithofes | Dorfstraße 314, 314a (Karte)                                    | Bezeichnet mit 1867 | Strukturprägend, baugeschichtlich und wirtschaftsgeschichtlich von Bedeutung | 09269785 |
| Direkt Bild zu diesem Denkmal hochladen | Zwei Wohnstallhäuser und zwei Scheunen eines Vierseithofes | Dorfstraße 316 (Karte)                                          | Bezeichnet mit 1815 (Wohnstallhaus); Mitte 19. Jahrhundert (Auszugshaus) | Bild- und strukturprägend, baugeschichtlich und wirtschaftsgeschichtlich von Bedeutung | 09269736 |
| Direkt Bild zu diesem Denkmal hochladen | Wohnstallhaus, Scheune und zwei Seitengebäude eines Vierseithofes | Dorfstraße 317, 317a (Karte)                                    | Mitte 19. Jahrhundert | Bild- und strukturprägend, baugeschichtlich und wirtschaftsgeschichtlich von Bedeutung | 09269735 |

## Streichungen von der Denkmalliste
| Bild                                    | Bezeichnung                                              | Lage                         | Datierung            | Beschreibung | ID       |
| --------------------------------------- | -------------------------------------------------------- | ---------------------------- | -------------------- | --- | -------- |
| Direkt Bild zu diesem Denkmal hochladen | Wohnstallhaus und drei Seitengebäude eines Vierseithofes | Dorfstraße 2 (Karte)         | Um 1870              | Strukturprägend, baugeschichtlich und wirtschaftsgeschichtlich von Bedeutung; nach 2014 von der Denkmalliste gestrichen             | 09301009 |
| Direkt Bild zu diesem Denkmal hochladen | Wohnstallhaus und drei Seitengebäude eines Vierseithofes | Dorfstraße 104, 104a (Karte) | Um 1850              | Baugeschichtlich von Bedeutung, struktur- und ortsbildprägend; nach 2014 von der Denkmalliste gestrichen                            | 09301010 |
| Direkt Bild zu diesem Denkmal hochladen | Häusleranwesen                                           | Dorfstraße 189 (Karte)       | 18. Jahrhundert      | Bau- und sozialgeschichtlich von Bedeutung. 2019 oder 2020 abgerissen.                                                              | 09269756 |
| Direkt Bild zu diesem Denkmal hochladen | Häusleranwesen mit angebauter Scheune                    | Dorfstraße 204 (Karte)       | Wohl 18. Jahrhundert | Wohnhaus Obergeschoss Fachwerk, bau- und sozialgeschichtlich von Bedeutung. Zwischen 2018 und 2024 aus der Denkmalliste gestrichen. | 09269760 |

## Tabellenlegende
- Bild: Bild des Kulturdenkmals, ggf. zusätzlich mit einem Link zu weiteren Fotos des Kulturdenkmals im Medienarchiv Wikimedia Commons. Wenn man auf das Kamerasymbol klickt, können Fotos zu Kulturdenkmalen aus dieser Liste hochgeladen werden:
- Bezeichnung: Denkmalgeschützte Objekte und ggf. Bauwerksname des Kulturdenkmals
- Lage: Straßenname und Hausnummer oder Flurstücknummer des Kulturdenkmals. Die Grundsortierung der Liste erfolgt nach dieser Adresse. Der Link (Karte) führt zu verschiedenen Kartendiensten mit der Position des Kulturdenkmals. Fehlt dieser Link, wurden die Koordinaten noch nicht eingetragen. Sind diese bekannt, können sie über ein Tool mit einer Kartenansicht einfach nachgetragen werden. In dieser Kartenansicht sind Kulturdenkmale ohne Koordinaten mit einem roten bzw. orangen Marker dargestellt und können durch Verschieben auf die richtige Position in der Karte mit Koordinaten versehen werden. Kulturdenkmale ohne Bild sind an einem blauen bzw. roten Marker erkennbar.
- Datierung: Baubeginn, Fertigstellung, Datum der Erstnennung oder grobe zeitliche Einordnung entsprechend des Eintrags in der sächsischen Denkmaldatenbank
- Beschreibung: Kurzcharakteristik des Kulturdenkmals entsprechend des Eintrags in der sächsischen Denkmaldatenbank, ggf. ergänzt durch die dort nur selten veröffentlichten Erfassungstexte oder zusätzliche Informationen
- ID: Vom Landesamt für Denkmalpflege Sachsen vergebene, das Kulturdenkmal eindeutig identifizierende Objekt-Nummer. Der Link führt zum PDF-Denkmaldokument des Landesamtes für Denkmalpflege Sachsen. Bei ehemaligen Kulturdenkmalen können die Objektnummern unbekannt sein und deshalb fehlen bzw. die Links von aus der Datenbank entfernten Objektnummern ins Leere führen. Ein ggf. vorhandenes Icon  führt zu den Angaben des Kulturdenkmals bei Wikidata.

## Ausführlicher Denkmaltext
1. ↑  Bahnhof Königshain-Hochstein:

Zu den am Bahnhof Königshain-Hochstein weiterhin erhaltenen, denkmalwürdigen Anlagen gehören:
  - Empfangsgebäude mit allen Anbauten (offene Wartehalle, Abortgebäude): Gebäude aus rotem Klinker, eingeschossig mit Drempelgeschoss, darüber ein flachgeneigtes Satteldach, offene Wartehalle (diente zur Zeit des Gaststättenbetriebs in der Anfangszeit des Bahnhofs auch als Veranda) vorgelagert als Holzkonstruktion, angebaut Abortgebäude in gleicher Bauart, im Inneren des Gebäudes Schalter und Wartebereich original erhalten (Türen und Fenster ebf. überwiegend original), ehem. Haltestellenschild seit 2005 eingelagert
  - Signaleinrichtungen (Pfeiftafeln und Geschwindigkeitsanzeigen im Bahnhofsbereich)
  - Bahnsteige zwischen Gleis 1 und 3, am Gleis 2 mit Bahnsteigkante aus Granit und hölzerner  Bahnsteigquerung (ruinös, teilweise abgebaut)
  - Gleisbett, Bahnschwellen und Schienen zwischen Streckenkilometer 11,15 bis 13,2: Bahnschwellen aus Holz, teilweise auch Eisenschwellen der Fa. Thyssen von 1937, in Schotter gelagert, ebenso Schienen unterschiedlicher Baujahre
  - Handbetriebene Weiche W2 (Bahnhofsausfahrt Richtung Görlitz (Streckenkilometer ca. 11,2), Baujahr 1937, Hersteller Fa. Krupp) mit hölzerner Ausstiegskonstruktion für den Lokführer zum Bedienen der Weiche
  - Handbetriebene Weiche W7 (Bahnhofsausfahrt Richtung Weißenberg (Streckenkilometer ca. 11,7), Baujahr 1959) mit hölzerner Ausstiegskonstruktion für den Lokführer zum Bedienen der Weiche
  - Verladeeinrichtungen der Granitsteinbrüche: Verlademauern und Schüttrampen (Tuffsteinmauern) sowie ein Treppenaufgang an der Nordseite des Bahnhofsareals mit Windenhaus (Motorhaus für Spillanlage, kleines Backsteingebäude mit Pultdach) und Resten der Seilführungseinrichtung (eine Seilführungsrolle auf der Verlademauer und eine Seilrollen-Verankerung im Erdreich vor der Verlademauer) sowie eine Waggonwaage von Lenz & Co. GmbH (Waggons fuhren auf die im Erdboden eingelassene Waage auf, die Schienen selbst wurden hier im Gegensatz zu den meisten Waagentypen nicht mitgewogen, Waggonwaage zur Zeit teils von Grasnarbe bedeckt)
  - Steinbogenbrücke (Eisenbahnbrücke/Straßenunterführung am Streckenkilometer 11,111): Brückenbauwerk aus Granit mit Klinkerbogen und Eisengeländer

Der Bahnhof Königshain-Hochstein ist die größte und wohl auch am besten erhaltene Bahnanlage an der ehemaligen Bahnstrecke Görlitz–Weißenberg. Trotz des umfangreichen Rückbaus der Strecke haben sich hier neben dem baukünstlerisch anspruchsvollen, authentischen Empfangsgebäude mehrere Gleise, Weichen, Bahnsteige und Signalanlagen erhalten. Von großem Zeugniswert für die enge Verknüpfung zwischen dem Kreuzungsbahnhof und der ansässigen Granitsteinindustrie sind vor allem die Verladeeinrichtungen. Die ursprüngliche Bedeutung der Görlitzer Kreisbahn für den Güterverkehr sowie den Personennahverkehr ist damit an diesem Bahnhof deutlich ablesbar. An keinem anderen Abschnitt der Strecke ist dies heute noch möglich, so dass der Bahnhof Königshain-Hochstein stellvertretend für die übrige, durch Stilllegung und Schienenabbau stark beeinträchtigte Bahnstrecke steht. Aufgrund seiner Schlüsselstellung für den wirtschaftlichen Erfolg der Granitsteinindustrie erlangt die Bahnhofsanlage damit eine große industrie- und regionalgeschichtliche Bedeutung. Zugleich ist sie aufgrund ihrer Vollständigkeit und zeittypischen Ausbildung von eisenbahn- und technikgeschichtlicher Bedeutung.